# Monumento a Antonio Muñoz Degrain (Málaga)
El monumento a Antonio Muñoz Degrain es un busto situado en el Parque de la ciudad española de Málaga.
Su autor es Francisco Marco Díaz-Pintado, data de entre 1918 y 1923 y homenajea al pintor valenciano Antonio Muñoz Degrain y es una copia de otro situado en Valencia.
Se sitúa sobre un pedestal, obra de Diego García Carreras, muy cerca del Auditorio Eduardo Ocón.